# Tujon
A tujon egy monoterpén keton, mely két sztereoizomer formában létezik: (+)-3-tujon vagy α-tujon és (−)-3-tujon vagy β-tujon. Mentolillata van. Nevét a nyugati tujáról kapta, melyben nagyobb mennyiségben található.
Bár arról híres, hogy az abszintban is előfordul, és sokáig az abszintizmus okozójának tartották, mára több független vizsgálat is igazolta, hogy mennyisége már az ital korabeli változatában is elhanyagolható volt.
A tujon a GABA-receptorokra hat az agyban és nem okoz hallucinációkat.
Az italok tujontartalmát több országban törvénnyel szabályozzák.

## Előfordulása
A tujon többféle növényben megtalálható. Ilyenek a keleti és nyugati tuja, némely borókafajok, az oregánó, az orvosi zsálya, a gilisztaűző varádics és különböző ürömfajok, köztük a fekete üröm is. Utóbbiak közül legnagyobb mennyiségben a fehér ürömfűben fordul elő, két izomerje általában 1:2 arányban. A menta bizonyos fajaiban is megtalálható.

## Gyógyszertana
Mivel az 1960-as években született tanulmányok csak molekulaszerkezetét vették figyelembe, sok évig a THC-hez hasonló anyagnak tartották, mely a kannabinoid receptorokra hat. Mára ez az elmélet tévesnek bizonyult, mivel a tujon nem aktiválja ezen receptorokat. A tujon a GABA-receptorokon át hat. A GABA-receptor gátlásával az idegi ingerületek felerősödnek, ami görcsökhöz és rángáshoz vezethet. A tujon az 5-HT3 receptorokra is hat.
Egy egerekkel és alfa-tujonnal (mely a két izomer közül az aktívabb) készített tanulmány szerint a tujon medián halálos adagja, amely egy adott kísérleti csoport felét elpusztítja, 45 mg/testsúly-kg, míg 30 mg/kg-nál 0%, 60 mg/kg adagnál pedig 100% a halálozási arány. A magasabb adagnak kitett egerek rángatózni kezdtek, majd 1 percen belül elpusztultak. 30 és 45 mg/kg közt lábgörcsöket kaptak, melyek rángatózásba csaptak át, majd halállal vagy a görcsök elmúlásával végződtek. A fenobarbitállal, diazepámmal vagy 1g/kg etanollal végzett előkezelés védelmet nyújtott az egyébként halálos 100 mg/kg-os dózis ellen. Ezek az eredmények szinkronban vannak más GABA-antagonistákkal. A tanulmány arra is rámutatott, hogy az alfa-tujon gyorsan lebomlik a májban.
A Rutgers Egyetem kutatói emberi alanyok koncentrációs készségét tesztelték alacsony és magas tujontartalmú alkohol elfogyasztása után. Az alanyok eltérő alkalmakkor különböző tujontartalmú – 0,028 mg/testsúly-kg, 0,28 mg/kg és 0 mg/kg – alkoholos italokat fogyasztottak. Az erősebbik oldat (mely tujontartalomban 1-2 liter tömény abszintnak felel meg) a koncentrációs képesség rövidtávú romlását okozta. Az alacsonyabb adagnak nem volt észlelhető eredménye a tujonmentes alkoholhoz képest. A legtöbb alany nem tudta megmondani, volt-e tujon az italában.
A tujon mérgező a máj- és agysejtek számára és nagy adagban rángásokat okozhat. Bizonyos tujontartalmú növényeket, pl. a tujafenyőt (Thuja occidentalis) gyógynövényként használnak, főleg immunrendszert erősítő hatásai miatt. A növény illóolajának mellékhatása többek közt a szorongás és álmatlanság, mely alátámasztja a tujon központi idegrendszerre gyakorolt hatását.

## Tujon az abszintban
A tujont a legtöbben az abszint egyik vegyi összetevőjeként ismerik. Egyes mai gyártók feltüntetik üvegeik címkéin italaik (valós vagy valótlan) tujontartalmát. A hagyományos abszintban az 1980-90-es években 260–350 mg/kg tujontartalmat feltételeztek, de vizsgálatokkal ezt később cáfolták. Egy 2005-ös tanulmány készítése során három, 1899-ből származó, magas fehérüröm-tartalmú recept alapján elkészített abszintot vizsgáltak gázkromatográfia-tömegspektrometria (GC-MS) segítségével – a legnagyobb tujonkoncentráció 4,3 mg/l volt. Egy 1930-as Pernod Tarragonát is megvizsgáltak, és 1,8 mg/l tujontartalmat mértek. Egy 2008-as vizsgálat 13 századfordulós palackot érintett, 0,5–48,3 mg/kg közötti (átlagosan 25 mg/kg-os) eredményekkel. Ezek az eredmények alátámasztanak egy korábbi megállapítást, miszerint egy 1900-as évekbeli muzeális palack 6 mg/l tujont tartalmazott. A helyes eredmény szempontjából fontos a GC-MS használata, ugyanis a gázkromatográfia önmagában – hamisan – túl magas tujonkoncentrációt jelezhet a jelenlévő más vegyi anyagok miatt. Ezen tesztek alapján egyértelművé vált, hogy az abszint nagyon kevés tujont tartalmaz.
Ennek ellenére sok cég életben tartja a mítoszt, miszerint az abszint nagy mennyiségben tartalmaz tujont, ami ezáltal hallucinációkat okoz.

### Történelem
A tujont először 1845-ben izolálták ürömolajból, ám csak 1903-ban azonosították az ürömolaj mérgező összetevőjeként. Maga az ürömolaj az 1860-as évektől került a figyelem középpontjába, amikor az abszint Franciaországban egyre szélesebb körökben vált népszerűvé. Elsőként, 1859-ben Dr. Auguste Monet jutott arra a megállapításra, hogy az abszintivó alkoholisták tünetei súlyosabbak a többi alkoholistáénál. Ezután Louis Marcé, a Bicêtre egyik orvosa különböző állatokat adagolt túl egyszeri, hatalmas ürömolaj-dózissal, mely sokszorosa volt az abszinttal reálisan bevihető mennyiségnek. Az ekkor jelentkező rohamokra hivatkozva azt állította, hogy az abszintivó alkoholisták rohamait és hallucinációit nem delirium tremens, hanem ürömmérgezés okozza. Ennek az elképzelésnek Valentin Magnan lett a legjelentősebb terjesztője. A gyakori kritikák ellenére azonban Magnan és az abszint más ellenzői nem számoltak be olyan kísérletekről, melyekben az abszinttal ténylegesen bevihető ürömolaj-mennyiség akut vagy krónikus mérgező hatásait mutatták volna ki. A mai orvostudomány tükrében az abszintizmus feljegyzett tünetei egyáltalán nem különböztek a krónikus alkoholizmus tüneteitől. Az abszintmérgezés elmélete az alkoholizmus és más betegségek hiányos ismeretén alapult, és nagy hatással volt rá a század második felében Franciaországban és más országokban is kibontakozó, társadalmi katasztrófával fenyegető össznépi alkoholizmus is. Az abszint nemcsak az egyik legnépszerűbb, hanem általánosságban a legmagasabb alkoholtartalmú égetett szesz is volt, ezért az alkoholmérgezés és a krónikus alkoholizmus legsúlyosabb esetei gyakran azok közül kerültek ki, akik hígítatlan abszintot ittak.
Az abszint betiltása után egészen 1974-ig nem végeztek kutatásokat, amikor is egy, a Nature brit tudományos magazinban megjelentett cikkben összehasonlították a kanabisz (marihuána) elsődleges pszichoaktív hatóanyaga, a tetrahidrokannabinol (THC) és a tujon molekulaszerkezetét. A hasonlóság alapján azt feltételezték, hogy mindkettőnek hasonló hatása van az agyra, azt sugallva ezzel, hogy a tujon egy kannabinoid anyag. 1999-ben bizonyították be, hogy a tujon nem hat a kannabinoid receptorokra.
Az 1980-as évek során jelent meg a feltételezés, miszerint a századfordulós abszinthoz literenként felhasznált ürömmennyiség 260–350 mg tujontartalma mind megjelenik a kész abszintban, majd az 1990-es években Wilfred Niels Arnold biokémikus egy ezt alátámasztó elméletet is kidolgozott. Az 1990-es és 2000-es években azonban legalább öt egymástól független kísérlet mutatta ki, hogy sem a századfordulóról fennmaradt palackok, sem a századfordulós receptek szerint készült kísérleti párlatok nem tartalmaznak toxikológiailag jelentős mennyiségű tujont. Az Európai Unió 1988-ban a 88/388/EEC számú rendeletében rögzítette az élelmiszerek maximálisan engedélyezett tujontartalmát, hogy elősegítse a jogharmonizációt az abszintot tiltó és nem tiltó országok között.

## Fordítás
Ez a szócikk részben vagy egészben a Thujone című angol Wikipédia-szócikk ezen változatának fordításán alapul.  Az eredeti cikk szerkesztőit annak laptörténete sorolja fel. Ez a jelzés csupán a megfogalmazás eredetét és a szerzői jogokat jelzi, nem szolgál a cikkben szereplő információk forrásmegjelöléseként.